# Maria Rosalina Pólvora Garcia Labaredas
Maria Rosalina Pólvora Garcia Labaredas (Couço, 1 de Dezembro de 1940 — Damaia, 15 de Novembro de 2020) foi uma professora anti-fascista portuguesa, militante do Partido Comunista Português conhecida na clandestinidade da resistência à ditadura do Estado Novo pelo pseudónimo de «Joaquim» desde 1959 até à Revolução dos cravos. Esposa de Francisco Canais Rocha.

## Biografia

### Na clandestinidade
Em 1959, com o pseudónimo «Joaquim» lidera a organização de mulheres da sua terra natal, o Couço, composta por 35 camponesas. Em 2 de Dezembro de 1960, é substituída por Maria Elisa Pinto, e desloca-se para Lisboa para tirar o curso de enfermagem no hospital Júlio de Matos. Em Dezembro desse ano, ausentou-se, com Francisco Canais Rocha, para a clandestinidade, integrando o Comité Local do Porto do PCP.

### Prisão fascista
Acaba por ser presa em 20 de Agosto de 1968, no mesmo dia em que foram presos, na Damaia, José Lobato Pulquério e a sua mulher Ursula Machado Pulquério, juntamente com Francisco Canais Rocha, numa casa ilegal do Partido Comunista Português em Pinheiro de Loures. Foi julgada e condenada, em 22 de Setembro do mesmo ano, a dois anos de prisão correccional, tendo sido solta em 14 de Maio de 1970.

### Sindicalista
Após a revolução dos cravos, já em liberdade, foi na década de 1980 funcionária da Federação dos Sindicatos do Comércio.

### Investigadora
Como investigadora publicou vários artigos livros sobre o Movimento Sindical e o Fascismo. Destacam-se:
- O Fascismo em Portugal:  actas do colóquio realizado na Faculdade de Letras de Lisboa em Março de 1980;
- “1.º de Maio de 1962, no Couço. Vitória dos camponeses na luta pelas oito horas”, O Jornal, 19/4/1983;
- “No Verão quente de 1917 trabalhadores do comércio solidários com os grevistas”, O Trabalhador do Comércio e Serviços;

### Fim da vida
Nos últimos anos da sua vida, já aposentada, viveu na Damaia com a sua segunda filha. Faleceu a 15 de Novembro de 2020.